# 珂赛特
珂赛特（Cosette，法語發音：[kɔzɛt]）是维克多·雨果的小说《悲惨世界》（1862年）中的一个虚构人物。
珂赛特是一名私生女，母亲芳汀是一名女工，和一名出身富家的大学生托洛米埃同居。她大约于1815年出生在巴黎。托洛米埃抛弃了芳汀，芳汀把三岁的珂赛特寄养在蒙费梅伊德纳第夫妇的客栈，自己则在蒙特勒伊马德兰市长的工厂工作。芳汀不知道，德纳第夫妇并没有照顾珂赛特，而是百般虐待，打她，饿她，强迫她在客栈里干重活。瘦弱苍白，身穿破布衣服，手上有冻疮，皮肤淤青发红，被迫在冬天赤脚行走。在芳汀死前，马德兰市长承诺芳汀要带回珂赛特。